# Perfect (chanson de Simple Plan)
Pour les articles homonymes, voir Perfect.
Perfect (Parfait) est une chanson du groupe de pop punk québécois Simple Plan, extraite de leur premier album studio No Pads, No Helmets... Just Balls.
Comme beaucoup de chansons des Simple Plan, elle parle des problèmes des adolescents : « Je suis désolé, je ne peux pas être parfait » (refrain traduit en français).